# Vasílis Pálmas
Vasílis Pálmas (en grec moderne : Βασίλης Πάλμας), né en 1964 à Limassol (Chypre), est un homme politique chypriote. Membre du Parti démocrate (DIKO), il est ministre de la Défense au sein du gouvernement Christodoulídis depuis le 10 janvier 2024. 

## Biographie
Vasílis Pálmas naît à Limassol, à Chypre, en 1964. Après avoir terminé sa scolarité en 1982, il fait son service militaire puis étudie la science politique et l'administration publique. Il est membre de la section jeunes du Parti démocrate, dont il devient président. Il s'engage ensuite au sein du parti, dont il devient le secrétaire général. 
Il est porte-parole et directeur de la presse au sein du gouvernement Papadópoulos, puis il devient vice-ministre du Président. Le 10 janvier 2024, il est nommé ministre de la Défense par le président Níkos Christodoulídis, au sein du gouvernement Christodoulídis. 

## Vie privée
Vasílis Pálmas est marié à Angelikí Christodoúlou, un avocat, et ils ont un fils.